# Inferno (1980)
Inferno is een Italiaanse horrorfilm uit 1980 van regisseur Dario Argento. Het verhaal gaat over een man die onderzoek doet naar de verdwijning van zijn zus, die een kamer heeft in een appartementencomplex in New York. Inferno is thematisch het tweede deel van Argento's trilogie Le Tre madri (De drie moeders). De film volgt daarin op Suspiria en werd gevolgd door The Mother of Tears. In ieder van deze films staat een van de 'moeders' (heksen) centraal.

## Verhaal

### The Three Mothers
Het is drie jaar nadat de dansacademie in Freiburg afbrandde. Dichteres Rose Elliot woont in een appartementencomplex in New York. Ze koopt regelmatig oude boeken bij antiekwinkel Kazanian. Nadat ze het daar gekochte The Three Mothers leest, wordt ze bang. De schrijver is een alchemist met de naam Varelli die beweert dat drie kwaadaardige zusters in het geheim de wereld regeren vanuit huizen die hij voor ze heeft gebouwd. Mater Suspiriorum (de moeder der zuchten) zou in Freiburg verblijven, mater Lachrymarum (de moeder der tranen) in Rome en mater Tenebrarum (de moeder der duisternis) in New York. De afbeelding van het gebouw in New York doet Rose vermoeden dat ze daarin woont. Ze schrijft daarom een brief naar haar broer Mark om te vragen of hij naar haar toe wil komen.

### Rome
Mark doet een studie muziek in Rome. Hij probeert Rose's brief te lezen tijdens een college, maar wordt afgeleid door een knappe vrouw met een kat. Nadat hij het lokaal verlaat en de brief vergeet mee te nemen, vindt medestudente Sara de brief. Ze leest hem in een taxi en laat zich naar de bibliotheek brengen. Ze probeert een exemplaar van The Three Mothers mee te nemen, maar dit wordt verhinderd (nadat Sara de uitgang niet kan vinden) door een enge man in de kelder van de bibliotheek die het boek herkent. Eenmaal thuis vraagt ze buurman Carlo om haar gezelschap te houden, omdat ze niet alleen wil zijn. Ze belt Mark om te vragen of hij langskomt. Voordat hij haar woning bereikt, steekt een gehandschoende hand Carlo en Sara allebei dood. Buiten ziet Mark de vrouw die hem afleidde tijdens het college langsrijden achter in een taxi.

### Repercussies
Wanneer Rose ziet dat iemand probeert in te breken in haar appartement, probeert ze dat via de achterkant te verlaten. Een gehandschoende hand trekt haar hoofd achterover door het raam en keelt haar met het gebroken glas. Mark komt aan bij haar appartementencomplex. Hier ontmoet hij huismeester Carol, de stomme professor Arnold en diens verpleegster. Mark maakt bij Rose' voordeur kennis met gravin Elise Stallone Van Adler. Zij vertelt hem dat ze Rose al dagen niet heeft gezien. Hij volgt een bloedspoor, maar wordt onwel door een vreemde wind. Elise ziet dat hij wordt weggesleept door iemand in een zwart gewaad, die dan achter haar aankomt. Tijdens haar vlucht wordt ze aangevallen door een groep katten en daarna doodgestoken.
Wanneer de boekverkoper Kazanian op zijn bed ligt te lezen, verwijdert iemand de drie exemplaren van The Three Mothers die hij nog heeft uit zijn winkel. Hij verdrinkt 's nachts een zak vol katten in een vijver die zijn winkel zijn binnengedrongen. Nadat hij zelf in het water valt, wordt hij overspoeld door ratten. Zijn schreeuw om hulp wordt gehoord door een hotdogverkoper. Zodra die aankomt, steekt hij Kazanian dood. Carol en Elise's butler John willen de juwelen van de gravin achteroverdrukken. Carol vindt hem met uitgestoken ogen terug in de kamer van Elise. Ze slaat een kandelaar om en steekt daarmee onbedoeld een gordijn in brand. Nadat dat over haar heen valt, struikelt ze zelf door een raam. De brand begint al snel over te slaan in de rest van het gebouw...

### Mater Tenebrarum
Mark komt erachter dat er kruipruimten zijn onder de vloeren van de appartementen. Deze leiden naar een geheime kamer waarin hij professor Arnold aantreft. Die onthult dat hij Varelli is. Volgens hem is hij een slaaf geworden van de zussen. Hij valt Mark aan, maar komt om wanneer de draad van zijn stemapparaat hem verstikt. In een andere kamer komt Mark oog in oog te staan met Arnolds verpleegster. Zij blijkt mater Tenebrarum te zijn. Ze transformeert in de dood en valt hem aan. Hij ontkomt doordat het gebouw inmiddels flink in brand staat en begint in te storten (net zoals Suzy in Suspiria). Mater Tenebrarum wordt verpletterd onder de brokstukken.

## Rolverdeling
| Acteur                | Personage                                       |
| --------------------- | ----------------------------------------------- |
| Irene Miracle         | Rose Elliott                                    |
| Leigh McCloskey       | Mark Elliott                                    |
| Eleonora Giorgi       | Sara                                            |
| Daria Nicolodi        | Elise Stallone Van Adler                        |
| Sacha Pitoëff         | Kazanian (als Sacha Pitoeff)                    |
| Alida Valli           | Carol, de conciërge                             |
| Veronica Lazar        | De verpleegster / Mater Tenebrarum              |
| Gabriele Lavia        | Carlo                                           |
| Feodor Chaliapin, Jr. | Prof. Arnold/Dr. Varelli                        |
| Ania Pieroni          | Muziekstudente (met de kat) / Mater Lachrymarum |
| Leopoldo Mastelloni   | John, Elises butler                             |
| Fulvio Mingozzi       | Taxichauffeur                                   |

## Muziek
Argento koos muzikant Keith Emerson voor het componeren van de Inferno-soundtrack, omdat hij een andere soort soundtrack wilde dan degene die rockband Goblin maakte voor Suspiria. Argento gebruikte een stukje uit Giuseppe Verdi's Nabucco, het Koor van de Hebreeuwse slaven ("Va, pensiero, sull'ali dorate".) Emerson bewerkte een klein stukje daarvan in het nummer tijdens de scène met Sara's taxirit.
De soundtrack werd oorspronkelijk uitgebracht als een lp door Cinevox in 1981. In 2000 bracht Cinevox de uitgebreide versie van het album uit op cd.

## Productie
De film werd geproduceerd als een goedkope B-film, waarvan er in Italië destijds talloze werden gemaakt. Het is een experimentele film waarin het verhaal van ondergeschikt belang is. Het verhaal wordt in hoog tempo gebracht en bevat een zelfs voor het genre grote hoeveelheid gewelddadige moordpartijen.